# Mary Joe Fernandezová
Maria Jose „Mary Joe“ Fernandezová Godsicková (rodným jménem: María José Fernández, narozená 19. srpna 1971, Dominikánská republika) je bývalá americká profesionální tenistka, která má kubánské a španělské kořeny.
Třikrát se probojovala do finále grandslamového turnaje ve dvouhře (Australian Open 1990, 1992, French Open 1993), získala dva grandslamové tituly v ženské čtyřhře (Australian Open 1991, French Open 1996) a je dvojnásobnou olympijskou vítězkou v téže kategorii. Za svou kariéru vyhrála 7 turnajů ve dvouhře, 17 ve čtyřhře na okruhu WTA, mimoto 2 turnaje ITF.
Prošla známou Tenisovou akademií Nicka Bollettieriho na Floridě. V roce 1985, ve věku čtrnácti let a osmi dnů, se stala historicky nejmladší hráčkou, která vyhrála zápas hlavní soutěže na US Open, když v prvním kole porazila Saru Gomerovou 6–1, 6–4.
Po ukončení kariéry působila jako spolukomentátorka televizní stanice ESPN a přidružené CBS Sports v tenise. V současnosti vede jako nehrající kapitánka Fed Cupový tým Spojených států amerických.

## Finálová utkání na Grand Slamu

### Dvouhra

#### Prohry - finalistka (3)
| Rok  | Turnaj          | Finalistka      | Výsledek      |
| 1990 | Australian Open | Steffi Grafová  | 6–3, 6–4      |
| 1992 | Australian Open | Monika Selešová | 6–2, 6–3      |
| 1993 | French Open     | Steffi Grafová  | 4–6, 6–2, 6–4 |

### Ženská čtyřhra

#### Výhry (2)
| Rok  | Turnaj          | Spoluhráčka          | Finalistky                      | Výsledek    |
| 1991 | Australian Open | Patty Fendicková     | Gigi Fernández Jana Novotná     | 7–6(4), 6–1 |
| 1996 | French Open     | Lindsay Davenportová | Gigi Fernández Nataša Zverevová | 6–2, 6–1    |

#### Prohry - finalistka (5)
| Rok  | Turnaj          | Spoluhráčka          | Vítězky                             | Výsledek       |
| 1989 | US Open         | Pam Shriverová       | Hana Mandlíková Martina Navrátilová | 5–7, 6–4, 6–4  |
| 1990 | Australian Open | Patty Fendicková     | Jana Novotná Helena Suková          | 7–6(5), 7–6(6) |
| 1992 | Australian Open | Zina Garrisonová     | Arantxa Sánchez Helena Suková       | 6–4, 7–6(3)    |
| 1996 | Australian Open | Lindsay Davenportová | Chanda Rubinová Arantxa Sánchez     | 7–5, 2–6, 6–4  |
| 1997 | French Open     | Lisa Raymondová      | Gigi Fernándezová Nataša Zverevová  | 6–2, 6–3       |

## Vítězství na turnajích WTA (26)

### Výhry - dvouhra (7)
| Legenda      |
| Tier I (1)   |
| Tier II (5)  |
| Tier III (1) |

| Tituly dle povrchu |
| Tvrdý (2)          |
| Antuka (2)         |
| Tráva (0)          |
| Koberec (3)        |

| Číslo | Datum           | Turnaj                      | Místo                 | Povrch      | Finalistka        | Výsledek      |
| 1.    | 30. září 1990   | Nichirei Int. Championships | Tokio, Japonsko       | koberec (h) | Amy Frazier       | 3–6, 6–2, 6–3 |
| 2.    | 21. říjen 1990  | Porsche Tennis GP           | Filderstadt, Německo  | koberec (h) | Barbara Paulusová | 6–1, 6–3      |
| 3.    | 28. únor 1993   | Matrix Ess. Evert Cup (1)   | Indian Wells, USA     | tvrdý       | Amanda Coetzerová | 3–6, 6–1, 7–6 |
| 4.    | 22. květen 1994 | Int. de Strasbourg          | Štrasburk, Francie    | Antuka      | Gabriela Sabatini | 2–6, 6–4, 6–0 |
| 5.    | 5. březen 1995  | State Farm Evert Cup (2)    | Indian Wells, USA     | tvrdý       | Nataša Zverevová  | 6–4, 6–3      |
| 6.    | 22. říjen 1995  | Brighton Int.               | Brighton, V. Británie | koberec (h) | Amanda Coetzerová | 6-4, 7–5      |
| 7.    | 18. květen 1997 | German Open                 | Berlín, Německo       | antuka      | Mary Pierceová    | 6–4, 6–2      |

### Výhry - čtyřhra (17+2)
Grandslamové turnaje tučně.

| - 1989: Dallas (spoluhráčka Betsy Nagelsen) - 1990: Tokio Nichirei International (spoluhráčka Robin White) - 1990: Filderstadt (spoluhráčka Zina Garrison) - 1991: Australian Open (spoluhráčka Patty Fendick) - 1991: Key Biscayne (spoluhráčka Zina Garrison) - 1991: Tokio Nichirei International (spoluhráčka Pam Shriver) - 1992: Olympijské hry, Barcelona (spoluhráčka Fernández) - 1992: Tokyo Nichirei International (spoluhráčka Robin White) - 1993: Lucern (spoluhráčka Helena Suková) - 1995: Delray Beach (spoluhráčka Jana Novotná) | - 1995: Štrasburk (spoluhráčka Lindsay Davenportová) - 1995: Tokio Nichirei International (spoluhráčka Lindsay Davenport) - 1996: Sydney (spoluhráčka Lindsay Davenport) - 1996: French Open (spoluhráčka Lindsay Davenport) - 1996: Olympijské hry, Atlanta (spoluhráčka Gigi Fernández) - 1996: Oakland (spoluhráčka Lindsay Davenport) - 1996: Chase Championships (spoluhráčka Lindsay Davenport) - 1997: Hilton Head (spoluhráčka Martina Hingisová) - 1997: Madrid (spoluhráčka Arantxa Sánchezová Vicariová) |

## Finalistka - dvouhra (9)
| Legenda        |
| Grand Slam (3) |
| Tier II (4)    |
| Tier III (2)   |

| Číslo | Datum           | Turnaj                  | Místo                          | Povrch      | Vítězka           | Výsledek      |
| 1.    | 15. říjen 1989  | Porsche Tennis GP       | Filderstadt, Německo           | koberec (h) | Gabriela Sabatini | 7–6, 6–4      |
| 2.    | 28. leden 1990  | Australian Open (1)     | Melbourne                      | tvrdý       | Steffi Grafová    | 6–3, 6–4      |
| 3.    | 21. duben 1991  | Virginia S. of Houston  | Houston, USA                   | antuka      | Monika Selešová   | 6–4, 6-3      |
| 4.    | 22. září 1991   | Nichirei Int. Champ.    | Tokio, Japonsko                | koberec (h) | Monika Selešová   | 6–1, 6–1      |
| 5.    | 26. leden 1992  | Australian Open (2)     | Melbourne                      | tvrdý       | Monika Selešová   | 6–2, 6–3      |
| 6.    | 9. února 1992   | Nokia Grand Prix        | Essen, Německo                 | koberec (h) | Monika Selešová   | 6–0, 6–3      |
| 7.    | 6. červen 1993  | French Open             | Paříž                          | antuka      | Steffi Grafová    | 4–6, 6–2, 6–4 |
| 8.    | 16. červen 1994 | Peters N. S. W. Open    | Sydney, Austrálie              | tvrdý       | Kimiko Dateová    | 6–4, 6–2      |
| 9.    | 23. červen 1996 | Direct Line Int. Champ. | Eastbourne, Spojené království | tráva       | Monika Selešová   | 6–0, 6–2      |